# パンティカパイオン

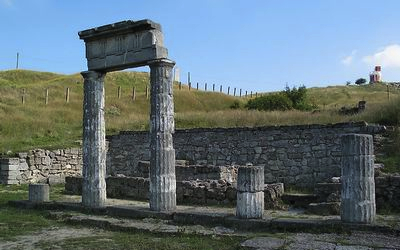
ケルチのパンティカパイオンの廃墟

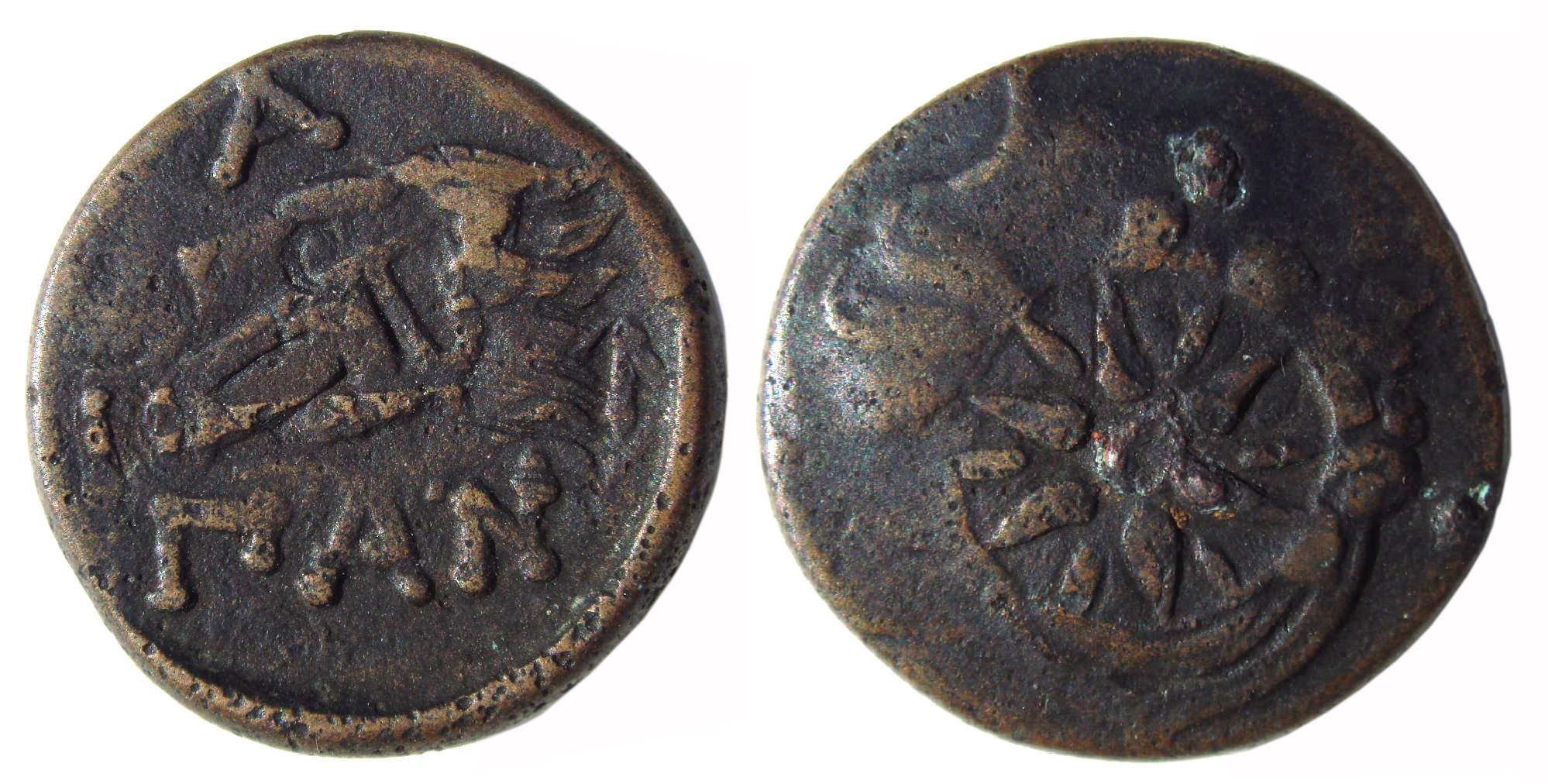
パンティカパイオンから出土したコイン。（右）王冠の中のマケドニアのシンボル「ヴェルギナの星」、（左）ΠΑΝ という文字が、それぞれ描かれている。

パンティカパイオン（古代ギリシア語: Παντικάπαιον、Pantikápaion）または (現代ギリシア語転記:パンティカぺオン) パンティカパエウム（ラテン語: Panticapaeum）は、タウリカ（現クリミア自治共和国）にあった重要な古代ギリシアの都市および港である（現ケルチ）。ケルチ海峡の西側にあるミトリダテス山の丘の上にある。紀元前7世紀後期から紀元前6世紀初期にかけて、ミレトス人が建設した。

## 歴史
パンティカパイオンは、紀元前5世紀から紀元前4世紀にかけて、ボスポロス王国のアルカイアナクス朝、スパルトコス朝（ともに王はギリシア人）の首都となって、町自体がボスポロス（ギリシア語: Βόσπορος）と呼ばれることもあった。紀元前4世紀〜紀元前3世紀に経済が衰退し、その結果、サルマタイ人によるステップ地帯の征服、古代エジプトの穀物との競争の激化を招いた。
スパルトコス朝最後の王パイリサデス5世の時、パンティカパイオンはポントス王ミトリダテス6世に譲られた。この譲渡を取りまとめたのは、スキュティア・ミノルのパラカス王と戦うギリシア人都市を応援するためタウリカに派遣された、ポントス王国の将軍ディオファントスである。引き継ぎは難航し、パイリサデス5世はサウマコス率いるスキタイ人に殺された。ディオファントスは辛くも逃れたのち増援を引き連れて戻り、反乱を鎮圧した（紀元前110年頃）。
半世紀後、ミトリダテス6世が自殺したのも、ここパンティカパイオンだった。王は共和政ローマとの第三次ミトリダテス戦争に敗れた後、息子のファルナケス王子とパンティカパイオン市民との裏切りに遭ったのだった。紀元前63年、パンティカパイオンの一部は地震により崩壊した。ゴート族、フン族の襲撃はこの町をさらに衰退させた。やがて6世紀初頭、パンティカパイオンはユスティヌス1世の東ローマ帝国に併合された。

## 遺産

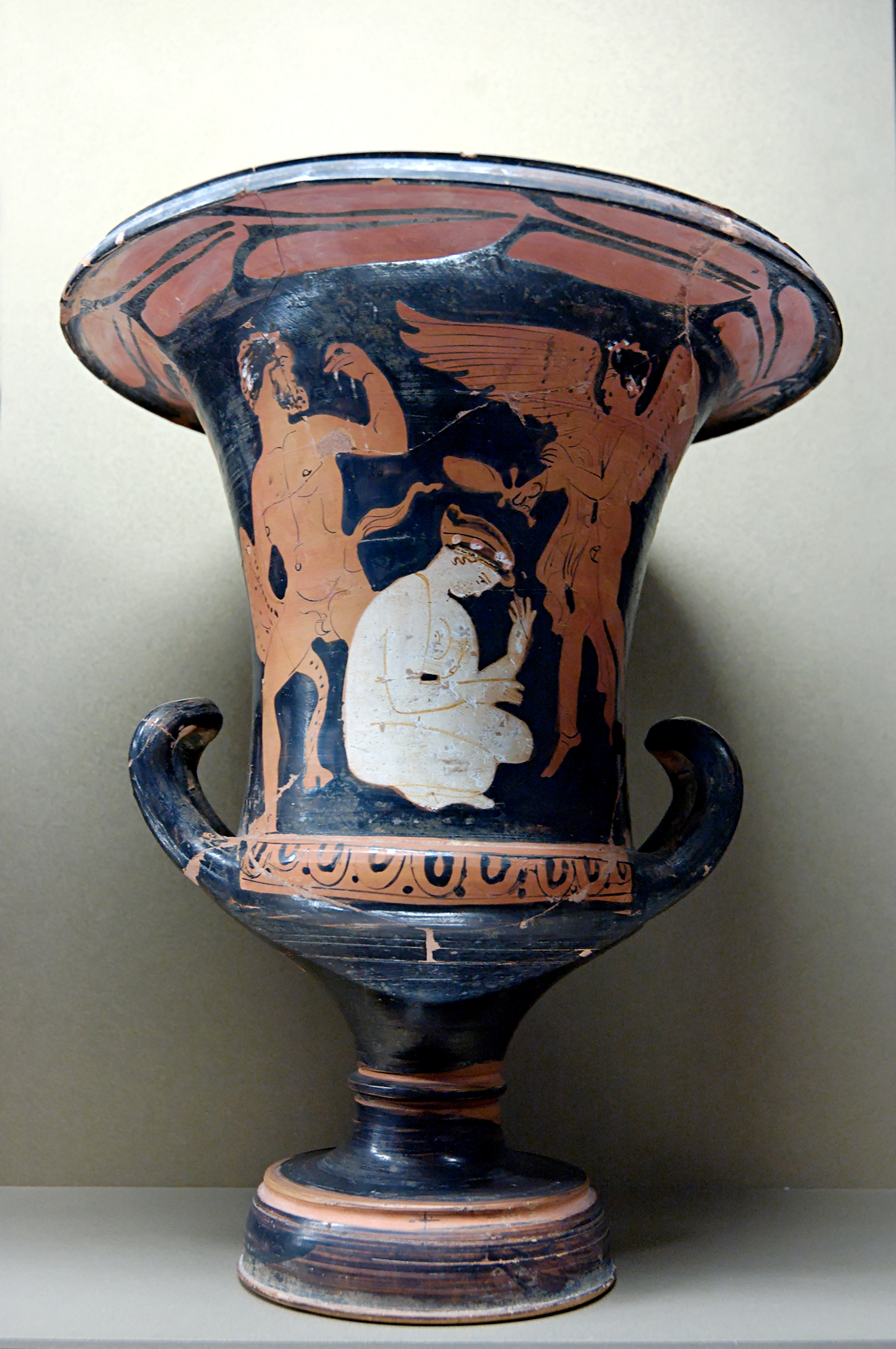
ケルチ様式

建設から最初の1世紀、町にはギリシアからの輸入品が溢れていた。土器 、テラコッタ、金属製品などで、おそらくロドス島、コリントス、サモス島、アテナイの工房で作られたものと思われる。同時に、それらを真似て、地元でも製品が作られた。アテナイはこの都市のために、ケルチ様式として知られる、特別な形の鉢を生産した。一方、地元の陶芸家たちはレリーフとともに、グナチア様式として知られるヘレニズムの鉢の模造品を作った。
さらにパンティカパイオンは、紀元前6世紀から銀貨を、紀元前1世紀からは金貨・銅貨を鋳造した。パンティカパイオンでは今でも発掘が進んでいる。出土品はエルミタージュ美術館やケルチ美術館にある。